# Sainte-Suzanne-et-Chammes
Sainte-Suzanne-et-Chammes é uma comuna francesa na região administrativa do País do Loire, no departamento de Mayenne. Estende-se por uma área de 44.20 km². Em 2010 a comuna tinha 1 313 habitantes (densidade: 29,7 hab./km²).
Foi criada em 1 de janeiro de 2016, a partir da fusão das antigas comunas de Sainte-Suzanne e Chammes.